# Gert-Jonke-Preis
Der Gert-Jonke-Preis ist ein  Literaturpreis für Prosa, Dramatik und Lyrik in memoriam des Klagenfurter Literaten Gert Jonke, der im Jahr 2009 starb.
Der vom Land Kärnten und der Stadt Klagenfurt gestiftete und mit 15.000 Euro ausgestattete Preis wird seit 2011 zweijährlich entsprechend der Breite von Jonkes literarischem Schaffen abwechselnd in den literarischen  Hauptkategorien Prosa, Dramatik und Lyrik vergeben. Die Zusammensetzung der Jury wechselt entsprechend den Sparten.
Die Konzeption des Preises, der an keine Altersklausel gebunden ist, jedoch auf Grund von Publikationen erfolgen soll, stammt vom Präsidenten der Internationalen Robert-Musil-Gesellschaft (IRMG) und Leiter des Robert-Musil-Instituts für Literaturforschung in Klagenfurt, Klaus Amann: 
 „Mit Blick auf Jonke soll der Preis an Autoren vergeben werden, die die  ästhetischen Potenziale der Sprache freilegen und weiterentwickeln, also für Literatur als Sprachkunst.“ 
Die öffentliche Anregung zu einem nach Gert Jonke benannten Preis wurde 2009 von dem Klagenfurter Schriftsteller  Egyd Gstättner im Zusammenhang mit den 33. 
 Tagen der deutschsprachigen Literatur  gegeben, bezog sich allerdings auf die Umbenennung eines der weiteren Preise neben dem Ingeborg-Bachmann-Preis, dessen erster Preisträger Jonke einst gewesen war. Ein anderer Kärntner Schriftsteller, Josef Winkler, von dem auch ein Essay über Jonke stammt, hatte bereits, wie er selbst schreibt, „unmittelbar nach dem Tod von Gert Jonke, im Jänner 2009 vor den Kärntner Gemeinderatswahlen [...] dem Leiter des Musilmuseums, Heimo Strempfl, die Empfehlung gegeben, einen Gert-Jonke-Preis zu initiieren und [seine] Idee [...] weiterzuleiten.“ Josef Winkler kann somit als eigentlicher Anreger des eigenständigen  Gert-Jonke-Preises gelten. Der erste Preisträger Alois Hotschnig ist ebenfalls ein geborener Kärntner.

## Preisträger
- 2011 Alois Hotschnig (Prosa)[6]
- 2013 Friederike Roth und Händl Klaus (Dramatik)[7]
- 2015 Julian Schutting (Lyrik)[8]
- 2017 Paul Nizon (Prosa)
- 2019 Ewald Palmetshofer (Dramatik)[9]
- 2021: Ann Cotten (Lyrik)[10]
- 2023: Olga Flor (Prosa)[11]
- 2025: Ferdinand Schmalz (Dramatik)[12]